# Сакс, Роберт
Роберт Грин Сакс (англ. Robert Green Sachs, 4 мая 1916, Хейгерстаун, США — 14 апреля 1999, Чикаго, США) — американский физик-теоретик, основатель и директор Аргоннской национальной лаборатории США. Сакс был известен своими работами в области теоретической ядерной физики, баллистики и ядерных реакторов, в области физики высоких энергий, теории поля, ядерной физике, общей теории относительности, теории гравитации, астрофизике, космологии. Сакс также был членом Национальной академии наук США, председателем секции физики Академии, председателем I класса по физико-математическим наукам Академии и директором Института Энрико Ферми при Чикагском университете. Сакс был автором стандартного учебника «Nuclear Theory» («Теория ядра»), изданного в 1953 году.

## Жизнь и карьера
Родился в Хагерстауне, штат Мэриленд 4 мая 1916 года.
Получил степень доктора наук от Университета Джонса Хопкинса в 1939 году и начал свою карьеру в качестве преподавателя.
В 1942 году начал работу в Лаборатории баллистических исследований на Абердинском испытательном полигоне в Мэриленде.
Изучая структуру нуклона, установил в 1952 году теорему, связывающую магнитные моменты нейтрона и протона, развил феноменологическую теорию структуры нуклона. В 1953 году он выдвинул идею зарядовой независимости сильных взаимодействий. В 1954 году он дал объяснение разности масс протона и нейтрона. В 1962 году Сакс ввел понятия электрического и магнитного форм-факторов нуклонов.
В 1964 году был принят на работу в Чикагский университет, при котором основал Аргоннскую лабораторию и руководил ею с 1973 по 1979 год. Он также занимал должность директора Института Энрико Ферми при университете с 1968 по 1973 год и с 1983 по 1986 год, после чего стал почетным профессором.
Сакс скончался в возрасте 82 лет 14 апреля 1999 года в Медицинском центре Чикагского университета. Причиной смерти послужили осложнения после операции.

## Почести и награды
- Стипендиат Гуггенхайма,
- Почетный доктор философии Университета Пердью (1967)[5],
- Избран членом Национальной академии наук США (1971),
- Почетный доктор философии Университета Иллинойса (1977),
- Почетный доктор философии Элмхерст-колледжа (Elmhurst College, 1987)[8].

## Семья
Жена - Кэролин Л. Сакс из Чикаго. Воспитывал троих дочерей, двоих сыновей и трех пасынков. На момент смерти Сакса у него было 14 внуков.